# Lionel Kouadio
Lionel Kouadio (Abidjan, 1º settembre 2001) è un cestista ivoriano.

## Carriera
Con la Costa d'Avorio ha disputato i Campionati africani del 2021.